# Estadio Larbi Zaouli
El Estadio Larbi Zaoulies un estadio multiusos de Casablanca, Marruecos. Se utiliza principalmente para partidos de fútbol donde el TAS de Casablanca disputa sus partidos como local. El estadio tiene una capacidad para 18.600 personas después de ser renovado en 2019.
En 1999, el estadio acogió la final de la Copa CAF entre el Wydad Casablanca y el Étoile Sportive.